# Sinais de repetição
A repetição de notas ou compassos pode ser abreviada pelos sinais de repetição. São empregados mais na música manuscrita, do que na impressa.
Quando notas ou acordes da mesma altura se repetem, pode-se evitar escrevê-los de novo, da seguinte maneira:
I. Se os valores repetidos são mínimas ou semínimas. Colocam-se, sobre os valões maiores (semibreves ou mínimas), tantos pontos quantos foram os valores repetidos. 
 → 

Havendo quiálteras, escreve-se também o seu número: 
 → 

II) Se os valores repetidos têm bandeirolas, colocam-se, em notas de maior duração, tantos traços quantas forem as bandeirolas.   
 → 
 → 
 → 

Havendo quiálteras, escreve-se também o seu número: 
 → 

III) O trêmolo e a repetição de harpejos podem ser abreviados da seguinte maneira:  
Trêmolo   → 
Harpejo   → 

IV)   A repetição de um desenho melódico dentro do mesmo compasso é abreviada da seguinte maneira:    
 → 

Quando são ‘’compasso’’ que se repetem, as abreviações são as seguintes:

I)                Se o mesmo compasso se repete uma ou mais vezes  
    →   

II)              Se os compassos se repetem de dois em dois:    

 III)             Quando são muitos os compassos que se repetem (geralmente, de quatro pra cima), enquadram-se os mesmos nestes sinais:  𝄆 𝄇

IV)            Quando um trecho deve ser repetido desde o início, coloca-se, no fim, o sinal  “|:” ou a expressão “Da capo” ( = do começo; abrevia-se “D.C”), ou ambos.   

 V) Quando a repetição deve partir de outro ponto que não o início, coloca-se nesse ponto o sinal 𝄋 ou ⴲ, e escreve-se, no fim do trecho: “dal segno” (= do sinal), “dal  𝄋” ou “dal ⴲ”. 
VI) Quando a repetição deve partir do início do trecho (“DA capo”) ou de um outro ponto qualquer (“dal segno”), mas não é integral, escreve-se, no lugar onde ela termina: FINE.  Indica-se, então, a repetição por “Da capo al fine” ou “Dal segno al fine”, conforme o caso.   
a) 
b) 

 DEFINIÇÃO SINAIS DE REPETIÇÃO são sinais que evitam a repetição gráfica de notas ou compassos, facilitando a escrita.  

1. ↑  Lacerda, Osvaldo (1967). Compendio de Teoria Elementar da Música. São Paulo: Ricordi Brasileira. p. 45-47. 3 páginas